# Abd-Al·lah ibn Hamdan
Abu-l-Hayjà Abd-Al·lah ibn Hamdan (àrab: أبو الهيجاء عبد الله بن حمدان, Abū l-Hayjāʾ ʿAbd Allāh b. Ḥamdān) fou el primer governador hamdànida de Mossul.
Germà de l'influent cap militar Hussayn ibn Hamdan, fou nomenat governador de Mossul en 905 i va sotmetre els kurds de la regió.
A finals del 908 o 909 fou encarregat de perseguir a son germà Hussayn que havia participat en un cop d'estat fracassat i havia fugit, però no el va poder atrapar i després Hussayn va obtenir l'aman (perdó). El 914 fou destituït i es va revoltar i l'eunuc Munis va ser enviat contra ell, però se li va sotmetre i fou perdonat i se li va retornar el govern de Mossul.
El 916, sospitós en ser detingut el seu germà, fou empresonat un temps junt amb son germà Ibrahim, però alliberat aviat va anar (919) amb Munis a combatre a Yússuf ibn Abi-s-Saj governador de l'Azerbaidjan i Armènia que s'havia revoltat; son germà Ibrahim ibn Hamdan va rebre al mateix temps el govern de Diyar Rabia on va morir el 920 i el va substituir son germà Dawud ibn Hamdan.
En aquest any 920 Abul Haydja Abd Allah fou nomenat governador de Tarik Khurasan i de Dinawar, i el 923 va rebre l'encàrrec d'assegurat el camí dels peregrins, però al retornar fou atacat pel rebel càrmata Abu Tahir Sulayman i fet presoner però fou alliberat el 924 i el 925 va rebre el govern de Mosul per tercera vegada (sense perdre els que posseïa), govern al qual es va ajuntar vers el 927 les regions de Bazabda i Karda, a l'esquerra del Tigris.
Des del 925 Hasan ben Abul Haydja Abd Allah fou lloctinent del seu pare a Mosul. El 927 els càrmates eren a Ayn al-Tamir i amenaçaven Al-Anbar des on podien posar en perill a Bagdad. Abul Haydja amb els seus tres germans Sulayman, Said i Nasr, va fer front als càrmates al pont Nahr Zubara i Bagdad es va salvar essent rebutjats els atacants.
Llavors l'eunuc Munis va perdre el comandament del Jibal en favor de l'oncle matern del califa, Harun ben Gharib, i Abul Haydja va perdre el govern de Dinawar, per la qual cosa se'n va anar a Bagdad amb les seves tropes i va participar junt amb el prefecte de policia Nazuk al cop d'estat que va esclatar el febrer del 929 que va enderrocar a Muktadir i el va substituir per son germà Muhammad al-Kadir. Però al cap de poc una contrarevolució va assetjar al nou califa a palau i Abul Haydja va morir en la seva defensa (929). Al Muktadir fou restablert.